# Johannes van den Bos
Johannes van den Bos (Bruinisse, 3 mei 1915 – Tholen, 15 november 1992) was een Nederlands politicus van de ARP.
Hij werd geboren als zoon van Johannes van den Bos (1869-1936; veldarbeider) en Adriaantje Stouten (1873-1939). Aan het begin van zijn ambtelijke carrière was hij werkzaam bij de gemeentesecretarie van Bruinisse en daarna bij de gemeente Middelburg. Hij volgde in 1946 M.F. de Visser op als gemeentesecretaris van Sprang-Capelle. Van den Bos werd in maart 1952 de burgemeester van Arnemuiden en anderhalf jaar later volgde zijn benoeming tot burgemeester van Sint-Annaland. In 1956 was hij daarnaast enige tijd waarnemend burgemeester van Stavenisse. Bovendien was hij vanaf 1958 lid van de Provinciale Staten van Zeeland. Van den Bos werd in 1962 lid van de Gedeputeerden Staten en gaf toen zijn burgemeesterschap op. Van den Bos zou tot 1978 gedeputeerde blijven. In 1992 overleed hij op 77-jarige leeftijd.